# 天要下雨、娘要嫁人
天要下雨、娘要嫁人（てんはあめをふらせる、むすめはよめにいく）は、中国のことわざ。

## 概要
天から雨が降ったり娘が嫁に行くというのは必ず起きることであり、このように避けることができないような物のことを言う。

## 毛沢東による使用例
1971年9月13日に毛沢東の暗殺に失敗した林彪が妻子とともに山海関の空軍基地から飛び立った（林彪事件）。第一報を受けた周恩来は林彪の逃亡や攻撃を防ぐため、直ちに全国の軍隊や民間に対して飛行することを禁止し、毛沢東を空襲や砲撃に強い人民大会堂に移動させる。林彪がモンゴル国境の手前まで来たときにミサイルで撃墜させるかを問われた毛沢東は、「天要下雨、娘要嫁人、譲他去吧」（大意は「どうしようもないものだから好きにさせればいい」）と言って撃墜しなかった。
出口治明は、毛沢東がこの言葉を述べた場面は緊迫した状況であったにもかかわらず「さらっと文学的な表現を出す」ことは、「詩人の才が傑出した真骨頂であった」とする。
斎藤文修によれば日本語と中国語では「娘」の意味が違い、中国語では娘とは子供のいる母のことで、夫が死亡した母は家を出て行って再婚するということを意味する。老人は息子を亡くした後に嫁が孫を連れてか孫を残して出て行ってしまうことはなんとも切なく哀しいとして、孤独な毛沢東の姿を思い浮かべる。古谷浩一は夫を亡くした母が嫁に行くとしている。